# Nieuport-Delage Ni-D.29
Die Nieuport-Delage Ni-D 29 war ein einsitziges Kampfflugzeug. Der Doppeldecker wurde im Wesentlichen während der 1920er Jahre eingesetzt.

## Entwicklungsgeschichte
Der Prototyp des einsitzigen Kampfflugzeugs (Kategorie C.1) Nieuport-Delage Ni-D 29, ein Doppeldecker mit gleicher Spannweite und Querrudern an den oberen und unteren Tragflächen, unternahm seinen ersten offiziellen Testflug am 21. August 1918. Das Modell erbrachte eine gute Leistung, bis auf die geplante Gipfelhöhe, die es nicht erreichte. Der zweite Prototyp hatte ebenfalls einen Hispano-Suiza-8Fb-Motor und den schlanken Rumpf mit dem runden Querschnitt seines Vorgängers; die Spannweite war etwas erweitert. Nachdem die vorgeschriebene Gipfelhöhe erreicht war, ging die Ni-D 29 Anfang 1920 in Serie.
Die Serienmaschinen waren in Einzelheiten verbessert; der auffälligste Unterschied war das Fehlen der Querruder an den oberen Tragflächen sowie die Vergrößerung der unteren Flügel. Erste Auslieferungen an die französische Aviation Militaire wurden 1922 durchgeführt; der Typ ging an die Escadrilles SPA 37, 81 und 91 (später in 101, 102 und 103 umbenannt), die in Deutschland stationiert waren. Die Ni-D 29 wurden populär, obwohl die Piloten die Neigung der Maschine zum Trudeln bemängelten. Etwa 250 Exemplare wurden von Nieuport und sieben anderen Firmen für das französische Militär gebaut. zwischen 1922 und 1924 gingen insgesamt 18 Aufträge ein.
Die Ni-D 29 war bald das bedeutendste Kampfflugzeug der 20er Jahre. Unter den französischen Ni-D 29, die gegen Rif-Aufständische in Marokko eingesetzt wurden, befanden sich auch einige Exemplare, die auf den Standard B.1 gebracht worden waren und kleine Bomben aufnehmen konnten. Die spanischen Nieuport nahmen ebenfalls im Kampf gegen die nordafrikanischen Aufständischen teil.

## Varianten

### Ni-D 29 B.I
Experimentelle Angriffsversion des Kampfflugzeugs mit sechs 10-kg-Bomben; der berühmte Pilot Sadi Lecointe verdiente sich mit einer Ni-D 29 B.1 drei ehrenvolle Erwähnungen und seine Beförderung; nur eine kleine Reihe von Maschinen wurde auf diese Konfiguration umgebaut.

### Ni-D 29bis
Die Ni-D 29bis wurde während der Pariser Luftfahrtschau des Jahres 1922 ausgestellt; sie wies eine reduzierte Flügelfläche und einen steuerbaren Hecksporn auf, es wurde nur ein Prototyp gebaut.

### Ni-D 29G

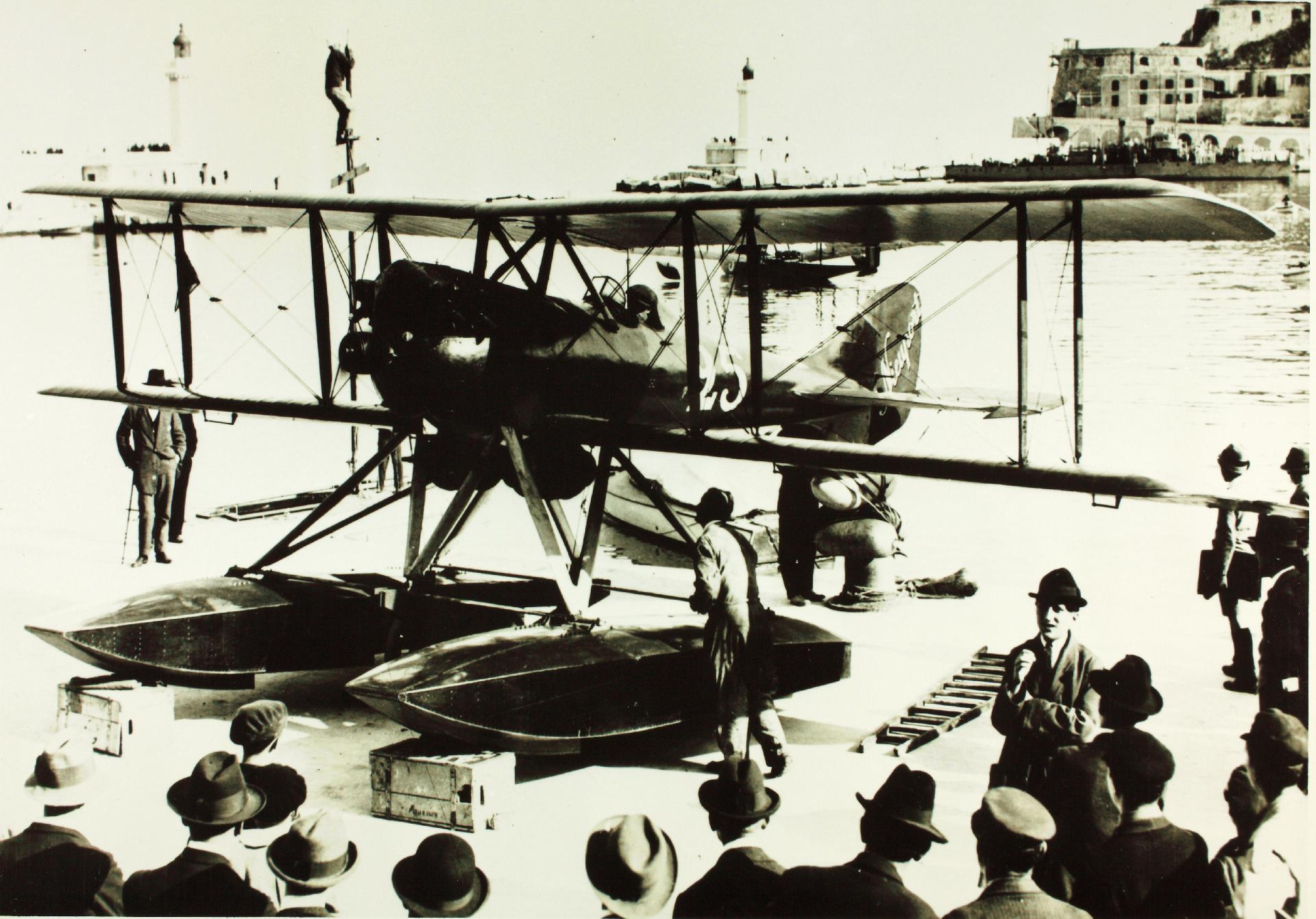
Ni-D 29G

Parallel zu den Prototypen mit Hispano-Motoren gebaute Version mit Gnome-9N-Umlaufmotor; das erste von zwei Exemplaren wurde später für den Hispano-Motor modifiziert und mit zwei Hauptschwimmern und einem Heckhilfsschwimmer ausgerüstet; die Maschine nahm daraufhin beim Seeflugzeugtreffen für den Grand Prix de Monaco von 1920 teil; das zweite Exemplar wurde mit dem Gnome-Motor als mögliches trägergestütztes Kampfflugzeug getestet und dann 1920 als Ni-D 32RH mit einem Le Rhône 9R mit 180 PS (134 kW) umgebaut.

### Ni-D 29D
Eine für einen Höhenrekord umgebaute Maschine; durch einen Rateau-Lader erreichte das Exemplar eine Höhe von 7.000 m.

### Ni-D 29 E.I
Für die Aviation Militaire gebaute Schulvariante mit einem Hispano-Suiza-Motor mit 180 PS (134 kW) und einem synchronisierten Vickers-Gewehr.

### Ni-D 29 SHV

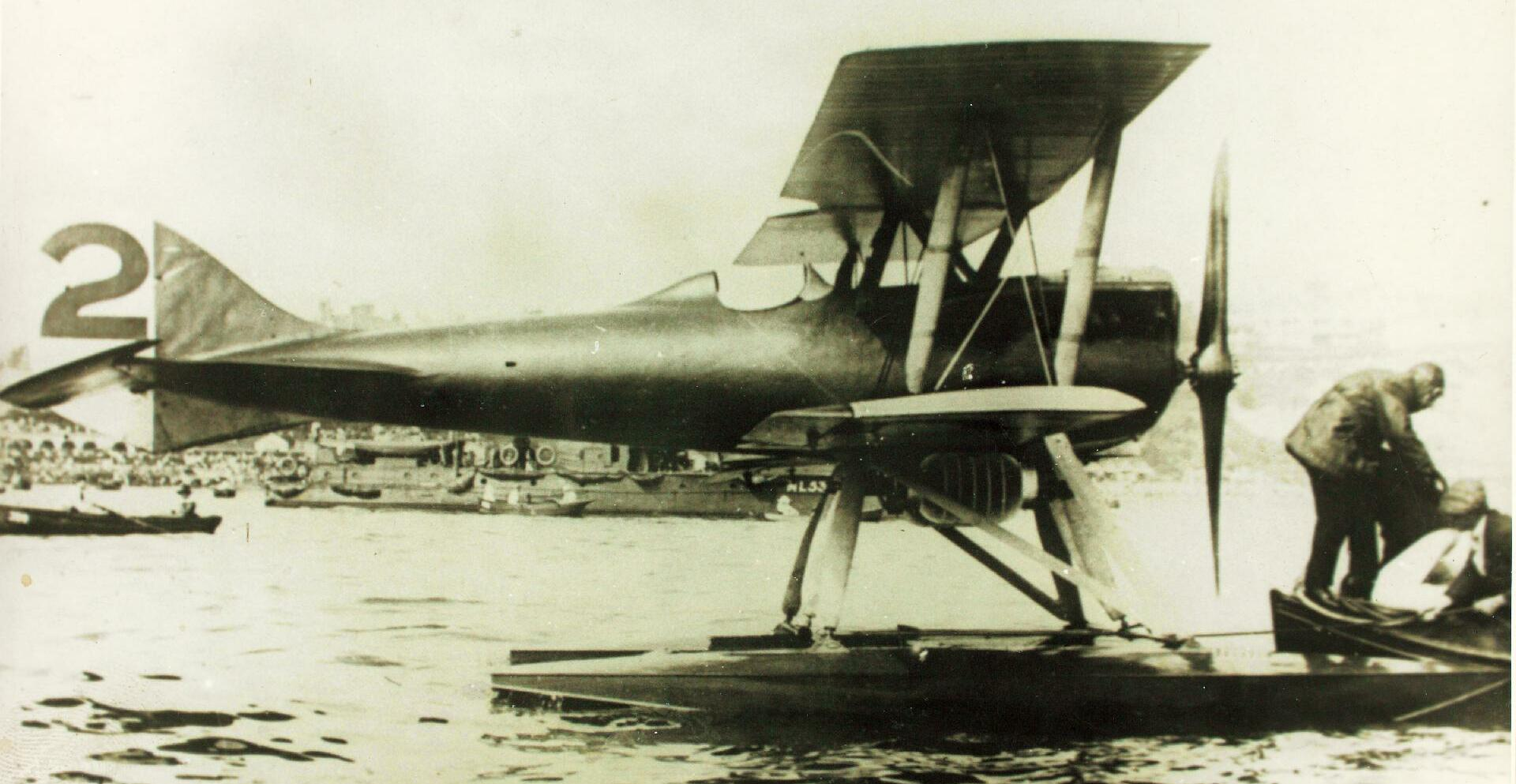
Ni-D 29 SHV

Seeflugzeugvariante für das Rennen um die Schneider-Trophy von 1919; Spannweite auf 8,00 m reduziert und Flugwerk ohne militärische Einrichtung; von zwei gebauten Exemplaren wurde eines 1921 angemeldet; jedoch nahm keine Ni-D 29 am eigentlichen Wettbewerb teil.

### Ni-D 29V
1929 von dem Konstrukteur Mary gemeinsam mit dem Firmeningenieur Gustave Delage entwickeltes leichtes Rennflugzeug mit einer Spannweite von nur 6,00 und einem auf 320 PS (239 kW) gebrachten Hispano-Suiza 8FB; die maximale Startmasse betrug nur noch 936 kg; die drei gebauten Rennflugzeuge wurden mehrfach modifiziert und waren bei verschiedenen Veranstaltungen erfolgreich. Sadi Lecointe gewann 1919 den Coupe Deutsch und 1920 die Gordon Bennett Trophäe mit Ni-D 29V.

### Ni-D 29V bis
Die Ni-D 29V bis war eine umgebaute Maschine, die durch Weglassen des offenen Cockpits mit seiner Windschutzscheibe und der Kopfstütze eine höhere Geschwindigkeit erreichen sollte; der Pilot hockte im Rumpf und konnte nur durch winzige Fenster nach außen sehen; die Zerstörung der Maschine bei einem Landeunfall im April 1921 war keine Überraschung.

## Nutzer
- Argentinien ca. 10 Maschinen
- Belgien 108 Maschinen (darunter 87 von SABCA in Lizenz hergestellt);
- Spanien 30 Maschinen, zehn davon in Lizenz in Spanien gebaut
- Frankreich 250 Maschinen
- Königreich Italien 6 Maschinen (zusätzlich 175 von Macchi & Caproni in Lizenz hergestellt)
- Japan 1 Maschine (Nakajima baute zusätzlich nicht weniger als 608 Lizenzmaschinen KO-4)
- Schweden 9 Maschinen
- Thailand 12 Maschinen (weitere in Lizenz hergestellt)

## Technische Daten

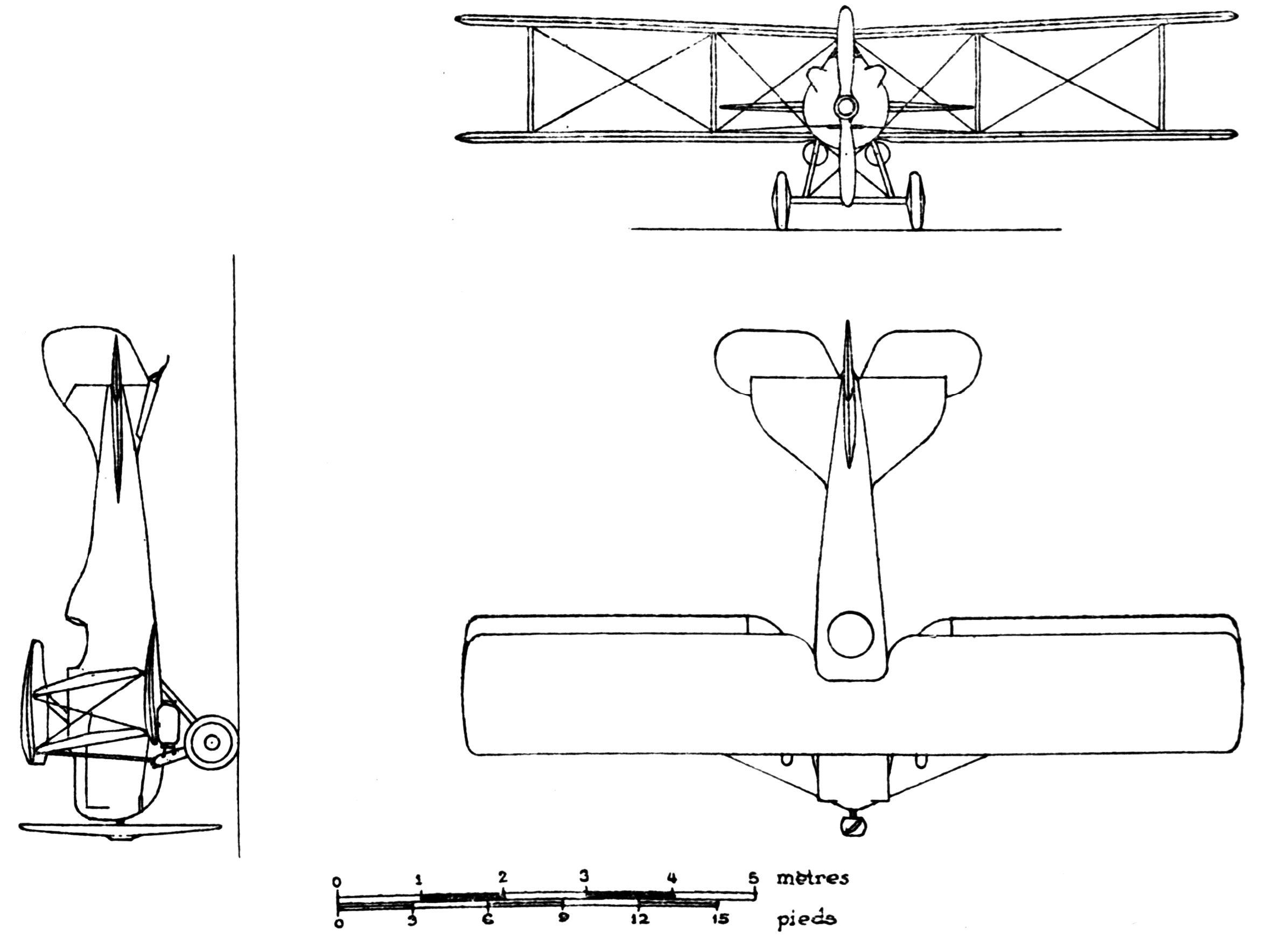
Dreiseitenansicht der Ni-D 29 C.1

| Kenngröße             | Daten                                                              |
| --------------------- | ------------------------------------------------------------------ |
| Besatzung             | 1                                                                  |
| Länge                 | 6,49 m                                                             |
| Spannweite            | 9,70 m                                                             |
| Höhe                  | 2,56 m                                                             |
| Flügelfläche          | 26,70 m²                                                           |
| Leermasse             | 760 kg                                                             |
| Startmasse            | 1150 kg                                                            |
| Antrieb               | ein Achtzylinder-V-Motor Hispano-Suiza 8Fb mit 224 kW (ca. 300 PS) |
| Höchstgeschwindigkeit | 235 km/h                                                           |
| Reichweite            | 580 km                                                             |
| Dienstgipfelhöhe      | 8500 m                                                             |
| Bewaffnung            | zwei starre, vorwärtsfeuernde 7,7-mm-Vickers-MG                    |